# Forstfacharbeiter

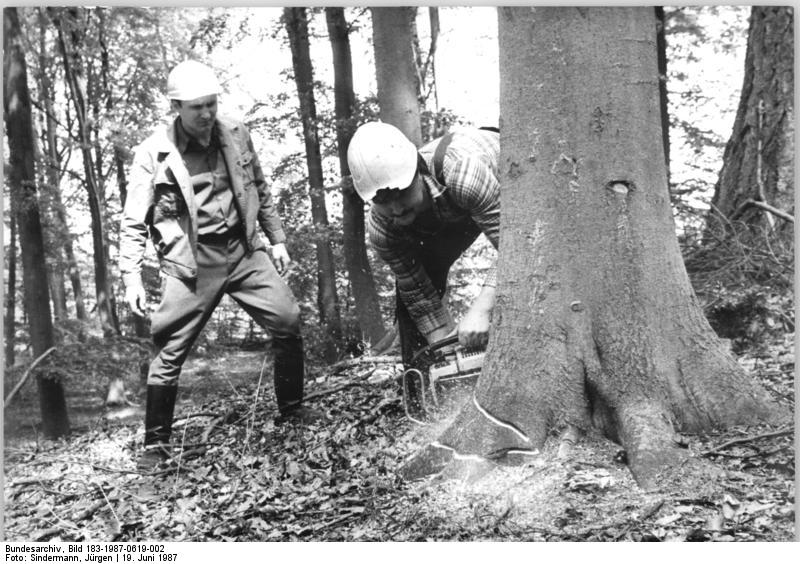
Ausbildung zum Forstfacharbeiter in Wismar im Jahr 1987

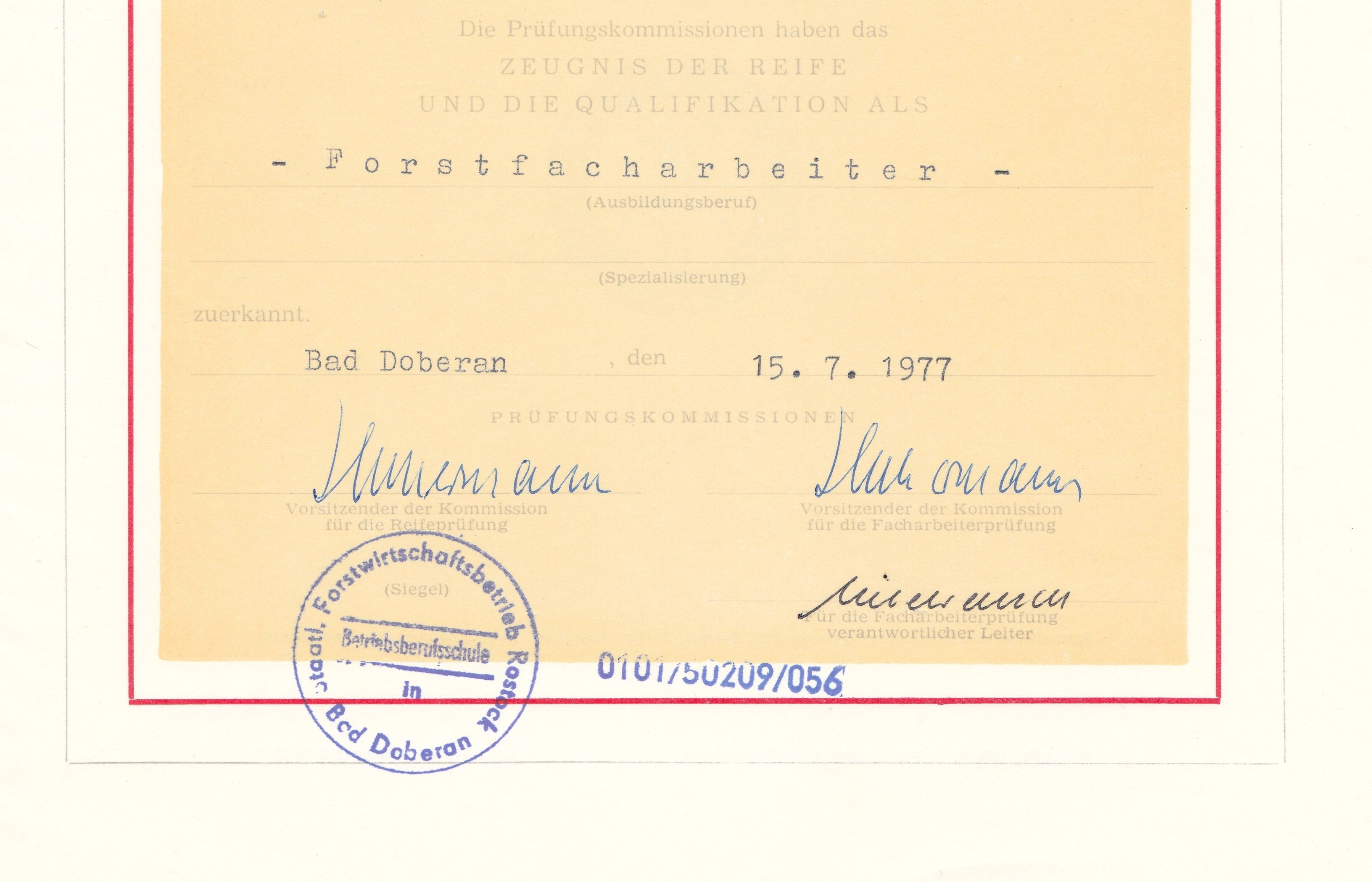
Zeugnis für die Ausbildung zum Forstfacharbeiter (1977) - Die „BBS Forst“ in Bad Doberan war in der DDR die einzige Forstschule, in der die Berufsausbildung mit Abitur gemacht werden konnte.

Forstfacharbeiter ist eine Berufsbezeichnung in Österreich und war sie in der DDR. Das Aufgabengebiet ähnelt dem des deutschen Forstwirtes.

## Ausbildung in Österreich
Die Ausbildung zum Forstfacharbeiter kann unter anderem an der Landwirtschaftlichen Fachschule Rotholz sowie in Traunkirchen und Ossiach (Forstliche Ausbildungsstätten des BFW) absolviert werden. Es gibt drei Ausbildungswege, die mit der Forstfacharbeiterprüfung abschließen.

### Lehre
Jeder Forstfacharbeiter muss drei Jahre Lehre in einem Forstbetrieb absolvieren und dabei jedes Jahr neun Wochen lang die Landesberufsschule für Forstwirtschaft in Rotholz besuchen. Danach muss er eine Forstfacharbeiterprüfung ablegen.

### Anschlusslehre
Nach dem Abschluss einer landwirtschaftlichen Fachschule folgt eine einjährige Lehre. Diese kann eine Heimlehre sein, wenn der Lehrherr zumindest landwirtschaftlicher Facharbeiter ist. Während der Lehrzeit muss neun Wochen lang der dritte Jahrgang einer Berufsschule für Forstwirtschaft besucht werden. Danach wird die Forstfacharbeiterprüfung abgelegt.

### Zweiter Bildungsweg
Nach einer dreijährigen forstlichen Praxis kann mit mindestens 20 Jahren diese Ausbildung begonnen werden. Sie besteht aus mindestens 160 Stunden Vorbereitungslehrgängen und schließt mit der Forstfacharbeiterprüfung ab.

## Forstwirtschaftsmeister
Forstfacharbeiter können nach dreijähriger Praxis und dem Besuch von Vorbereitungskursen die Meisterprüfung ablegen. Sie führen dann die Berufsbezeichnung Forstwirtschaftsmeister.